# Turbo (альбом)
Turbo (с англ. — «Турбо») — десятый студийный альбом английской хеви-метал-группы Judas Priest, выпущен 14 апреля 1986 года. Диск был записан с июня по декабрь 1985 года на Compass Point Studios в Нассау и смикширован в январе 1986 года на Record Plant Studios в Лос-Анджелесе. Переиздание 2002 года включает в себя два бонус-трека. На этом альбоме группа впервые применила гитарные синтезаторы.

## Об альбоме
После успеха своего предыдущего альбома, Defenders of the Faith, Judas Priest первоначально хотели записать двойной альбом под названием Twin Turbos, но вместо этого выпустили альбом с разделённым материалом с наиболее коммерчески успешными песнями. Несмотря на то, что с момента выпуска альбом продавался хорошо («Turbo» получил статус золотого в июне 1986 года и статус платинового — 24 июля 1989 года), занял 33-е место в хит-параде Великобритании и 17-е — в Billboard 200, реакция поклонников была негативной. Продажи альбома начали падать и последующий тур к Turbo был провален.
Альбом занял 39-ю позицию в списке Top 100 glam/hair Metal Albums of All Time.

## Значение
В марте 2024 года американский онлайн-ресурс Loudwire опубликовал обновлённый рейтинг дискографии группы из 19 студийных альбомов и разместил этот диск в нём на одиннадцатом месте.

## Список композиций
Все песни написаны Робом Хэлфордом, Кей Кей Даунингом и Гленном Типтоном
| №                   | Название                        | Длительность |
| ------------------- | ------------------------------- | ------------ |
| 1.                  | «Turbo Lover»                   | 5:33         |
| 2.                  | «Locked In»                     | 4:19         |
| 3.                  | «Private Property»              | 4:29         |
| 4.                  | «Parental Guidance»             | 3:25         |
| 5.                  | «Rock You All Around the World» | 3:37         |
| 6.                  | «Out in the Cold»               | 6:27         |
| 7.                  | «Wild Nights, Hot & Crazy Days» | 4:39         |
| 8.                  | «Hot for Love»                  | 4:12         |
| 9.                  | «Reckless»                      | 4:17         |
| Общая длительность: | Общая длительность:             | 38:49        |

### Бонусы переиздания 2001 года
1. All Fired Up - сессии Turbo
2. Locked In - концертная запись в Сент-Луисе, 23 мая 1986 года

## Участники записи
- Роб Хэлфорд — вокал;
- Гленн Типтон — гитара;
- Кей Кей Даунинг — гитара;
- Иэн Хилл — бас-гитара;
- Дэйв Холланд — ударные;

- Джефф Мартин — бэк-вокал.

## Позиции в хит-парадах
Годовые чарты:
| Чарт (1986)                        | Позиция |
| ---------------------------------- | ------- |
| США (Billboard Top Popular Albums) | 67      |

## Сертификации
- RIAA (США) — платиновый. Статус присвоен 24 июля 1989[3]
- CRIA (Канада) — платиновый. Статус присвоен 30 апреля 1987[4]